# Metopomyza flavoscutellaris
Metopomyza flavoscutellaris är en tvåvingeart som först beskrevs av Zetterstedt 1823.  Metopomyza flavoscutellaris ingår i släktet Metopomyza och familjen minerarflugor.
Artens utbredningsområde är Sverige. Inga underarter finns listade i Catalogue of Life.